# Let's All Chant
Let's All Chant est une chanson du Michael Zager Band, sortie en single en 1977.

## Historique
Le single s'est vendu à 763 000 exemplaires en France. Au Canada, il a été certifié or par la CRIA le 1er janvier 1979.
Bien qu'il s'agisse d’une chanson disco, on y trouve des passages joués à la clarinette, au clavecin et à la trompette.

## Classements
| Classement (1978)                         | Meilleure position |
| ----------------------------------------- | ------------------ |
| Allemagne (Media Control AG)              | 14                 |
| Belgique (Flandre Ultratop 50 Singles)    | 2                  |
| Belgique (Flandre VRT Top 30)             | 2                  |
| Canada (Dance/Urban)                      | 2                  |
| Canada (Top Singles)                      | 27                 |
| États-Unis (Billboard Hot 100)            | 36                 |
| États-Unis (Cash Box)                     | 25                 |
| États-Unis (Hot Soul Singles)             | 15                 |
| États-Unis (National Disco Action Top 30) | 1                  |
| États-Unis (Record World)                 | 31                 |
| France (IFOP)                             | 5                  |
| Irlande (IRMA)                            | 8                  |
| Italie (FIMI)                             | 10                 |
| Pays-Bas (Nederlandse Top 40)             | 4                  |
| Pays-Bas (Single Top 100)                 | 4                  |
| Royaume-Uni (UK Singles Chart)            | 8                  |
| Suisse (Schweizer Hitparade)              | 4                  |

| Classement (1978)              | Position |
| ------------------------------ | -------- |
| Belgique (Flandre Ultratop 50) | 8        |
| France (IFOP)                  | 11       |
| Italie (FIMI)                  | 45       |
| Pays-Bas (Nederlandse Top 40)  | 28       |
| Pays-Bas (Single Top 100)      | 46       |
| Suisse (Schweizer Hitparade)   | 25       |

## Dans la culture
Sauf indication contraire, les informations mentionnées dans cette section peuvent être confirmées par le générique de fin de l'œuvre audiovisuelle présentée ici, ainsi que par la base de données cinématographiques IMDb,  présente dans la section « Liens externes ».
- 1997 : La Vérité si je mens ! de Thomas Gilou
- 2004 : Trois petites filles de Jean-Loup Hubert
- 2008 : Jamais 2 sans 3 d'Eric Summer
- 2009 : Tellement proches d'Olivier Nakache et Éric Toledano